# Casa del Passeig Prat de la Riba, 58
Casa del Passeig Prat de la Riba, 58 és una casa de cos del Masnou (Maresme).

## Descripció
Casa entre mitgeres alineada al pla del carrer, de planta rectangular. Consta de planta baixa i planta pis amb la coberta de teules àrabs a dues aigües i el carener paral·lel a la façana principal.
La façana es disposa simètricament a partir de dos eixos de verticalitat: a la planta baixa hi ha la porta d'accés i una finestra al costat amb reixa de ferro i persianes de llibret de fusta i a la planta pis, hi ha dues obertures.
Totes les obertures excepte la finestra de la planta baixa, tenen un arc carpanell i les finestres del pis l'ampit sobresortint i suportat per dues carteles. Per damunt hi ha una cornisa suportada per quatre carteles.
El parament de la façana fa un relleu a mode de franges en la part baixa i en el tram de les finestres superiors i és llis en la zona intermèdia.